# Römischer Gutshof Steinmäurich
Der Römische Gutshof Steinmäurich ist eine Villa rustica auf dem Gebiet der Gemeinde Mundelsheim im baden-württembergischen Landkreis Ludwigsburg.

## Geschichte
Bereits im Jahr 1925 wurden 1 km nördlich von Mundelsheim im Gewann „Steinmäurich“ Teile eines großen römischen Gutshofes bekannt. Archäologische Ausgrabungen unter Leitung von Oscar Paret erbrachten einen langrechteckigen Raum mit Kalkestrich und östlich anschließendem Keller. Ein zweiter Keller im Westen konnte nur zur Hälfte aufgedeckt werden. Schon damals bestachen Qualität und außergewöhnlicher Erhaltungszustand dieser Baubefunde.
Bei Erschließungsarbeiten für das Industriegebiet auf der Ottmarsheimer Höhe kamen weitere Funde römischer Ansiedlung zutage, die auf einen Vicus an dieser Stelle in unmittelbarer Nähe des Gutshofs hindeuten. Sie wurden durch die Archäologische Denkmalpflege ausgegraben und wissenschaftlich dokumentiert. 1988 stand der von Oscar Paret angeschnittene und zu besichtigende Keller im Mittelpunkt der Untersuchungen. Im folgenden Jahr waren es vor allem die westlich anschließenden Gebäudereste, das Zisternenhaus und das heute konservierte Mithras-Heiligtum. Daneben konnten zahlreiche Einzelbefunde beobachtet werden, z. B. zwei Steinbrunnen und eine Kanalheizung.
Durch Bodenerosion und intensive landwirtschaftliche Nutzung fanden erhebliche Geländeveränderungen statt, so dass einst ebenerdig gelegene Gebäudeteile nur noch fragmentarisch überliefert oder vollständig zerstört sind. Die in den Boden eingetiefte Kanalheizung gehörte vermutlich zu einer Darre, deren Wände nicht mehr erfasst werden konnten.
Die beiden Keller und anschließende Räume zählen zum Hauptgebäude des Anwesens, das wohl nach Süden orientiert war. Seine Ost-West-Erstreckung betrug mindestens 35 m. Mit weiteren Anbauten ist zu rechnen. Für die Nord-Süd-Ausdehnung fehlen bislang eindeutige Hinweise. Möglicherweise führen zukünftig anstehende Rettungsgrabungen zu genaueren Erkenntnissen.

## Zisternenhaus und Brunnen
Im nördlichen Bereich des Neubaugebietes wurde ein kleiner, kellerartiger Raum bei Kanalisationsarbeiten angeschnitten, den es innerhalb weniger Tage zu untersuchen galt. Seine einschaligen Mauern waren gegen das anstehende Erdreich gesetzt.
Im Inneren fand sich eine massive Lehmschwemmschicht. Auf die Deutung des eingetieften, knapp 15 m² großen Raumes verweist eine holzverschalte quadratische Zisterne in seiner Mitte, die durch einen Wasserzulauf an der Südwestecke gespeist wurde. Altersbestimmungen der Hölzer zeigen, dass dieses Zisternenhaus nicht vor der Mitte des 2. Jahrhunderts n. Chr. erbaut worden sein kann. Es lag an einem Abhang unterhalb der Villa, etwa 70 m vom Hauptgebäude entfernt. Die beiden nordöstlich gelegenen Steinbrunnen waren bis zu 10 m eingetieft. Als Baumaterial diente Muschelkalkstein. Brunnen 1 konnte vollständig untersucht werden. Auf seiner Sohle fand sich eine Brunnenstube aus Holzdauben und weitere organische Reste, die im feuchten Grund konserviert, bis heute überdauern konnten. Brunnen 2 war durch Kanalbauarbeiten bereits größtenteils zerstört.

## Bemalte Kellernischen
Durch den Bau des Wasserhochbehälters und entsprechende Zuleitungen für das Industriegebiet auf der Ottmarsheimer Höhe wurde die archäologische Untersuchung dieses Kellers erforderlich. Seine hervorragende Qualität und Erhaltung erweckten bereits bei der Freilegung den Wunsch nach Konservierung und Sicherung der Bausubstanz durch ein Schutzgebäude.
Im Norden führte eine Rampe mit hölzerner Treppe in den ca. 20 m² messenden Raum. Verkohlte Holzreste verdeutlichen die Treppenkonstruktion – die Stufen waren in beidseitig längs verlegten Brettern verzapft – und sprechen für die Zerstörung des Anwesens durch eine Brandkatastrophe. Das sorgfältig ausgeführte Kalksteinmauerwerk zeigte deutliche Spuren von Hitzeeinwirkung und bestätigt diese Beobachtung. Türsturz und massive Steinschwelle des Kellerzugangs sind heute noch sichtbar. Die Südmauer besitzt zwei Lichtschächte, die sich noch bis zum Fensteransatz verfolgen ließen. Besonders qualitätvolle Arbeit wurde bei den sechs überwölbten Abstellnischen an der West-, Ost- und Nordwand geleistet. Für die bogenförmigen Abschlüsse verwendete man exakt behauene Keile aus Schilfsandstein. Farbreste verweisen auf eine zweiphasige kunstvolle Bemalung. Zunächst betonte man die Steinfugen durch intensiv roten Fugenstrich.
Während einer Renovierung wurden die Keilsteinbögen mit einer dünnen Putzschicht überzogen und die Fugenteilung eingedrückt. Danach bemalte man die Keilsteinflächen in regelmäßiger Farbabfolge rot, gelb, grün und die eingetieften Fugenlinien rot. Gesäumt wurde jeder Bogen von einem Rechteckband aus grünen, weißen und gelben Feldern. Auf dem Boden ließen sich Reste holzverschalter Sandbänke nachweisen, die zur Deponierung großer Vorratsgefäße gedacht waren. Das Fundmaterial, besonders die gut datierbare römische Glanztonware (Terra Sigillata) verweisen auf eine Nutzung des Gebäudes im 2. und 3. Jahrhundert n. Chr.

## Die Villa im Spiegel römischen Lebens
Ist die Kenntnis zur Bebauung der Ottmarsheimer Höhe auch noch lückenhaft, werfen die archäologischen Ausgrabungen der späten Jahre doch entscheidende Schlaglichter auf Lebensweise und Sozialstatus des Besitzers.
Die Lage auf einer beherrschenden Anhöhe mit einzigartigem Panorama bleibt noch heute jedem Besucher in bester Erinnerung. Auch bei der Standortwahl für andere römische Landgüter spielten topographische Gesichtspunkte eine wichtige Rolle. Hier sei an den Gutshof von Lauffen mit Blick in das liebliche Neckartal erinnert. Eine Vorstellung über die außergewöhnliche Größe des Besitzes gibt die Entfernung zwischen Mithras-Heiligtum und Keller oder auch zwischen Keller und Zisternenhaus. Wie umfangreich die Ländereien tatsächlich waren, ist derzeit noch nicht bekannt. Die Ausstattung mit Malerei und qualitätvollem Skulpturenschmuck verweist auf große finanzielle Ressourcen des Auftraggebers und seinen Anspruch auf Wohnkomfort. Die Villa besaß mit Sicherheit eine umfangreiche Badeanlage, die allerdings noch nicht ausgegraben wurde. Bekannt ist erst ein Raum westlich des Kellers mit massivem Estrich, der mit einer Unterbodenheizung ausgestattet war. In diesen Zusammenhang gehört das aufwendige Mithras-Heiligtum, dessen Größe und Einrichtung durchaus mit Anlagen größerer Städte standhalten kann.
Speziell in der Kellerfüllung lagen Fundstücke, die in der Antike Höchstpreise kosteten und zu den Raritäten des Bestandes zählen. Neben der vollständigen Bronzekasserolle kamen mehrere Fragmente einer großen Millefioriglasplatte zum Vorschein mit goldenem und grünem Glas in blütenförmiger Anordnung, deren Herstellung größte Kunstfertigkeit voraussetzte. Dieses kostbare, in dieser Gegend einzigartige Stück wurde in Italien hergestellt und in das mittlere Neckarland importiert.

## Mithräum
Von kulturhistorisch außerordentlicher Bedeutung ist das ca. 150 m südwestlich des Hauptgebäudes erbaute Mithräum. Es ist bislang das erste Heiligtum in Württemberg für den in römischer Zeit vielerorts verehrten persischen Lichtgott Mithras. Zahlreiche Bildnisse und schriftliche Huldigungen sind seit langem bekannt und legen beredtes Zeugnis von seiner Beliebtheit ab; dennoch fehlten im Land bisher die charakteristischen Kultstätten. 
Beim Bau einer Wasserleitung wurde das langrechteckige, knapp 130 m² messende Mithräum zusammen mit Bildsteinen und vielen Skulpturfragmenten entdeckt. 
Das mit Eingangshalle, Vorraum und tieferliegendem Kultraum mit flankierenden Podien ausgestattete Heiligtum war innen farbig bemalt. Ein zentrales Kultbild an der Westwand führte die wichtigsten Ereignisse im Leben des Mithras vor Augen. Weitere Bildwerke und Altäre sind seinen Begleitern Cautes und Cautopates sowie Merkur, Sol und Luna gewidmet, die gleichermaßen hier verehrt wurden.